# Trhové Sviny
Trhové Sviny település Csehországban, a České Budějovice-i járásban. Trhové Sviny Žár, Olešnice, Slavče, Strážkovice, Ločenice, Čížkrajice, Komařice, Mokrý Lom, Ostrolovský Újezd, Borovany és Kamenná településekkel határos. Lakosainak száma 5284 fő (2024. január 1.).

## Népesség
A település lakosságának változását az alábbi diagram mutatja:
| Lakosok száma | 5436 | 5430 | 5223 | 3809 | 4461 | 4620 | 5128 | 5154 | 5187 | 5284 |
|               | 1869 | 1890 | 1921 | 1950 | 1980 | 2001 | 2017 | 2019 | 2022 | 2024 |